# سوني موراي
سوني موراي (بالإنجليزية: Sunny Murray)‏ هو عازف جاز أمريكي، ولد في 21 سبتمبر 1936 في إيدابيل في الولايات المتحدة، وتوفي في 7 ديسمبر 2017 في باريس في فرنسا.

## وصلات خارجية
- سوني موراي على موقع IMDb (الإنجليزية)
- سوني موراي على موقع ميوزك برينز (الإنجليزية)
- سوني موراي على موقع إن إن دي بي (الإنجليزية)
- سوني موراي على موقع أول ميوزيك (الإنجليزية)
- سوني موراي على موقع ديسكوغز (الإنجليزية)
- سوني موراي على موقع قاعدة بيانات الفيلم (الإنجليزية)